# Kinetic Games
Kinetic Games ist ein britischer Computerspielentwickler, der von Daniel Peter „Dknighter“ Knight gegründet wurde. Bekannt ist das Unternehmen für sein vielfach ausgezeichnetes Spiel Phasmophobia.

## Unternehmensgeschichte
Kinetic Games wurde am 21. Oktober 2020 von dem Spieleentwickler Daniel Knight im Alter von 24 Jahren gegründet. Erster veröffentlichter Titel ist das Survival-Horror-Spiel Phasmophobia, welches bereits vor der vollständigen Firmierung am 18. September 2020 auf Steam in der Early-Access-Version für Microsoft Windows erschien.
Aufgrund des Erfolges von Phasmophobia holte Daniel Knight im Juni 2021 mit Ben Lavender einen Senior-Entwickler sowie mit Corey J. Dixon einen leitenden Grafiker ins Unternehmen.
2021 erhielt Kinetic Games den Global Industry Game Award als „Upcoming Indie“.